# Wagotonia
Wagotonia (vagus (łac.) błąkający się, chwiejny i  tónos (gr.) naprężenie), parasympatykotonia – stan  wzmożonego napięcia nerwu błędnego bądź szerzej układu przywspółczulnego, wyrażający się stałym zwiększeniem wpływu napięcia nerwu błędnego na unerwiane narządy człowieka.

## Objawy
- zwolnienie tętna (bradykardia)
- zwężenie źrenic
- niskie ciśnienie tętnicze
- skłonność do stanów skurczowych jelit
- obniżenie napięcia życiowego
- obniżone zużycie tlenu
- obniżona podstawowa przemiana materii
- niski poziom glukozy
- limfocytoza
- eozynofilia
- stosunek K/ Ca powyżej 2